# Natri citrat
Trinatri xitrat có công thức hóa học là Na3C6H5O7. Nó có vị hơi chua và mặn. Nó có tính kiềm nhẹ và có thể được dùng chung với axit xitric để tạo các dung dịch đệm tương thích sinh học.

## Ứng dụng

### Thực phẩm
Natri citrat được dùng chủ yếu làm phụ gia thực phẩm, thường là làm hương liệu hay làm chất bảo quản. Nó có số E là E331. Natri citrat được dùng làm chất tạo mùi trong nhiều loại nước có ga. Natri citrat còn là thành phần của xúc xích, và cũng được dùng trong các loại đồ uống chế biến sẵn (ready to drink) và hay tự pha chế (drink mix), đóng vai trò làm vị chua. Nó được tìm thấy trong kem, kẹo mứt, sữa bột, phô mai qua chế biến, thức uống có ga và rượu.

### Dung dịch đệm
Là một base liên hợp của một axit yếu, citrat có thể đóng vai trò làm chất đệm hay chất điều chỉnh độ chua, chống lại sự thay đổi pH. Natri citrat dùng để kiểm soát độ axit trong vài chất, như thạch. Nó có thể được tìm thấy trong những chai sữa nhỏ dùng với máy pha cà phê. Hợp chất này là thuốc kháng axit (antacid), như Alka-Seltzer, khi được hòa tan trong nước. Dung dịch có nồng độ 5 g/100 ml nước 25 °C có pH trong khoảng 7,5 – 9,0.

### Ứng dụng y học
Năm 1914, bác sĩ người Bỉ Albert Hustin và thầy thuốc, nhà nghiên cứu người Argentina Luis Agote đã sử dụng thành công natri citrat làm chất chống đông khi truyền máu, cùng với Richard Lewisohn xác định nồng độ hợp lý năm 1915. Nó tiếp tục vẫn được dùng ngày nay trong các ống thu mẫu máu và  để bảo quản máu trong ngân hàng máu. Ion citrat tạo phức chelat với ion calci trong máu bằng việc tạo thành phức hợp calci citrat, ngăn cản quá trình đông máu.
Năm 2003, Ööpik và cộng sự chỉ ra rằng việc sử dụng natri citrat (0,5 gam trên mỗi kg cân nặng) giúp cải thiện thành tích chạy bộ trên 5 km 30 giây.
Natri citrat dùng để giảm sự khó chịu trong các bệnh nhiễm trùng đường tiểu, để giảm sự nhiễm axit được tìm thấy trong bệnh nhiễm axit ống thận ngoại biên, và cũng có thể được dùng làm thuốc nhuận tràng thẩm thấu. Nó là một thành phần quan trọng của liệu pháp tiếp nước đường miệng của WHO (Oral Rehydration Solution).
Nó được dùng làm thuốc kháng axit, đặc biệt là trước khi gây mê, cho thủ tục mổ lấy thai để giảm các nguy cơ liên quan đến việc hít vào phổi  các chất trong dạ dày (hội chứng Medelson).

### Tẩy cặn nồi hơi
Natri citrat là một chất có hiệu quả đặc biệt trong việc tẩy bỏ cặn cacbonat trong nồi hơi mà không cần lấy nó ra khỏi hệ thống và trong việc dọn dẹp bộ tản nhiệt ô tô.